# NK Lokomotiva Zagreb
El Nogometni Klub Lokomotiva Zagreb o NK Lokomotiva Zagreb és un club de futbol croat de la ciutat de Zagreb.

## Història
El club va ser fundat com a ŽŠK Victoria (Željezničarski športski klub Victoria) el 1914. Evolució del nom:
- 1914-1919: ŽŠK Victoria
- 1919-1941: ŠK Željezničar
- 1941-1945: HŽŠK
- 1945-1946: FD Lokomotiva
- 1946-1947: FD Crvena Lokomotiva
- 1947-present: NK Lokomotiva

Després de la Segona Guerra Mundial el club disputà 8 temporades a la primera divisió iugoslava (1947-1955). El 2009 ascendí per primer cop a la primera divisió croata. La temporada 2012-13 fou una de les millors de la seva història, acabant segon a primera divisió, i essent finalista de la copa croata.

## Palmarès
- Segona divisió iugoslava de futbol: 
  - 1955-56